# Ljubov' Šutova
Ljubov' Andreevna Šutova, accreditata come Lubov o Lyubov Shutova nelle competizioni internazionali (in russo Любовь Андреевна Шу́това?; Novosibirsk, 25 giugno 1983), è una schermitrice russa, vincitrice di una medaglia d'oro ed una d'argento ai campionati mondiali di scherma e un bronzo per la spada a squadra nelle Olimpiadi di Rio de Janeiro 2016..

## Palmarès
In carriera ha conseguito i seguenti risultati:
- Giochi olimpici

Rio de Janeiro 2016: bronzo nella spada a squadre.
- Mondiali di scherma

San Pietroburgo 2007: argento nella spada individuale.
Adalia 2009: oro nella spada individuale.
Kazan' 2014: oro nella spada a squadre.
Budapest 2019: argento nella spada a squadre.
- Europei di scherma

Mosca 2002: bronzo nella spada individuale.
Zalaegerszeg 2005: oro nella spada a squadre.
Sheffield 2011: argento nella spada a squadre.
Legnano 2012: oro nella spada a squadre e bronzo individuale.
Düsseldorf 2019: argento nella spada a squadre.